# Дон
Дон або Дін (рос. Дон; від скіфо-сарматської основи dānu, в значенні «вода», «річка», Танаїс, у Середньовіччя — Великий Дон) — річка в Європейській частині Росії, впадає в Азовське море. Площа басейну 422 тис. км². Довжина 1870 км.

## Походження назви

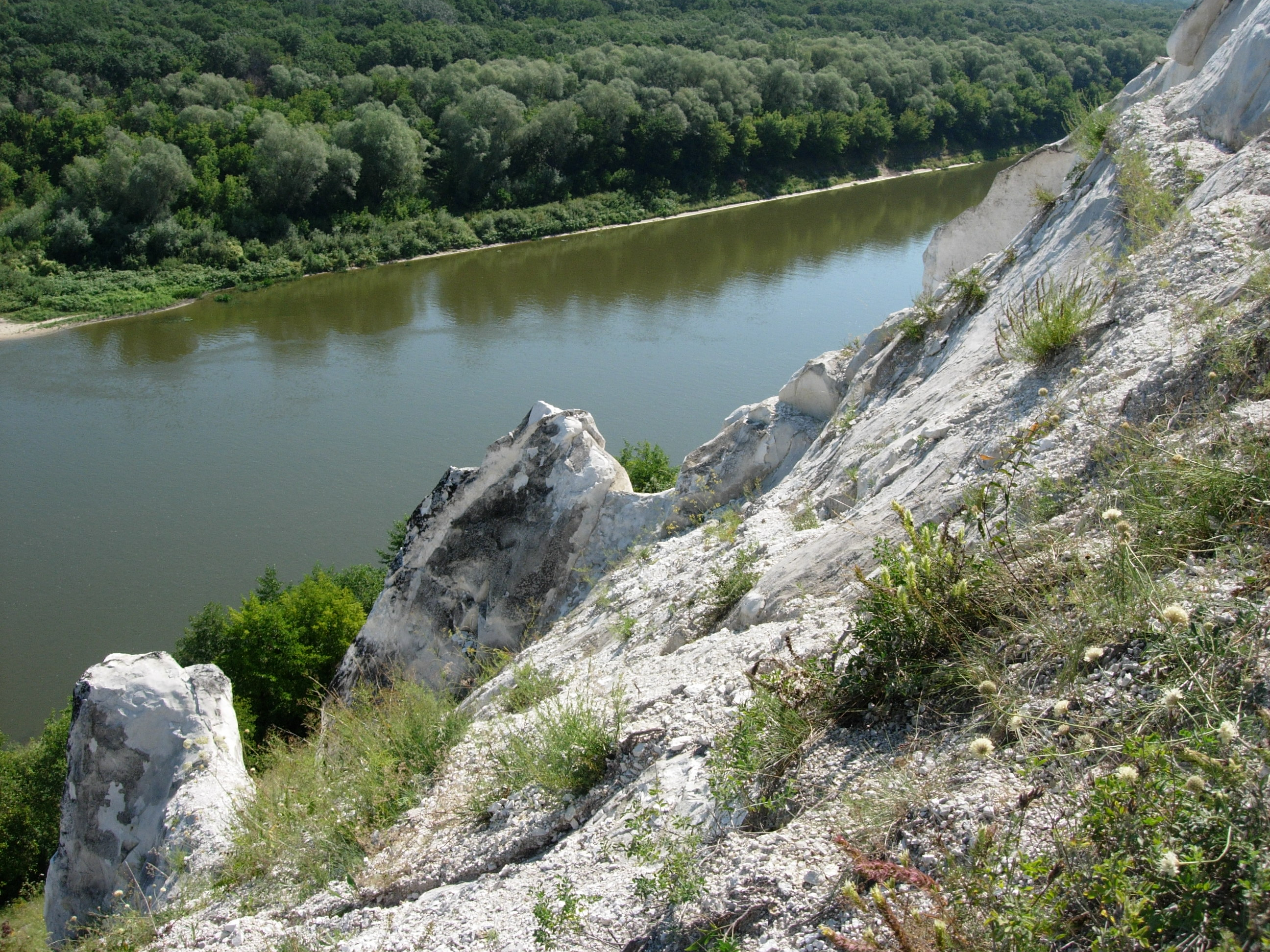
Крейдяні гори на Дону недалеко від Павловська, Воронезька область

Майже всі дослідники визнають іншомовне походження слова «дон» у значенні «вода, річка». Зокрема, думки сходяться, що найменування має іраномовні коріння, тому що в іранській мові значення слова «дон» перекладається як «річка». У сучасній осетинській мові термін «дон» і зараз існує в цьому значенні, утворюючи гідроніми (Гізельдон, Аргудон, Ардон, Садо, Хазнідон та інші). Тут початкові компоненти складених назв вказують на характер річок. В. І. Абаєв підкреслює, що «перехід dān → don стався не раніше XIII-XIV століть, коли осетинський (аланський) елемент масово вже не був представлений на півдні Росії. Тому російську форму Дон не можна пов'язувати безпосередньо з сучасним осетинським don», ці слова споріднені через скіфо-сарматську мову.
У мові Авести «Дану» — «річка, потік». О. І. Соболевський в «Російсько-скіфських етюдах» стверджує, що походження назви «дон» безумовно іраномовне, пропонуючи етимологію «овеча річка» (danu-avi), як і назва «Дунай». Але його гіпотеза була рішуче відкинута.
Т. Лер-Сплавінський, спираючись на форму давньогрецького Танаїс, заперечує іранське коріння в назві та висловлюється за фракійське походження, де можливо чергування а-о, т-д. Щодо походження назви «Дунай» (схожість у вимові і зв'язок в походженні імен «Дон» і «Дунай» очевидні) він говорить про споконвічно слов'янське слово «дунай» — «велика вода» і про його подальше змішування з неслов'янським назвою "Дунай ", коли слов'яни з'явилися на цій річці. У цьому зв'язку можна згадати гіпотезу про індоєвропейську основу «danu» — «текти», «литися». Аналогічно в стародавній мові санскриту «Дану» — це «вологість». Всі лінгвісти та дослідники згодні з закономірним зв'язком назви «Дон» з іншими гідронімами Північного Чорномор'я, що містять «дн» (Дніпро, Дністер, Дунай).
Таким чином, назва має тісний зв'язок з іменами інших річок. Дон відомий з дуже давніх часів, його назва згадується в «Повісті минулих літ», де детально сказано про річки, що впадають в Азовське море.

## Дон в українській народній творчості і літературі
Вже в «Слові о полку Ігоревім» Дон згадується, як далека межа половецької землі, кінець «Дикого поля».
|  | Хочу бо, — [Ігор] сказав, — списа переломити кінець поля Половецького; з вами, русичі, хочу голову свою положити або напитися шоломом з Дону! |

Часто згадується Дон і в чумацьких піснях. Чумаки ходили на Дон за рибою та сіллю:
|  | Над річкою бережком Ішов чумак з батіжком, З Дону додому. |

|  | А в неділю рано-вранці Ударили в дзвін: Це ж по тому чумаченьку, Що ходив на Дін. У неділю рано-вранці Та вдарили всі: Це ж по тому чумаченьку, Що ходив по сіль. |

З кінця XVIII ст. пожвавлюється українське переселення на Дон. Це пов'язане було з ліквідацією Запорізької Січі російським урядом та запровадженням панщини на Правобережній та Лівобережній Україні. Історія подорожей та заселення українцями берегів Дону знайшла відображення і в творах класиків української літератури Івана Котляревського («Наталка-Полтавка»), Квітки-Основ'яненка («Сватання на Гончарівці»), Тараса Шевченка («Не спалося, а ніч, як море…»), Нечуя-Левицького («Микола Джеря»), Панаса Мирного («Хіба ревуть воли, як ясла повні?»). Пам'ять про життя українців на Дону збереглася і в рядках національного гімну:
|  | Станем, браття, всі за волю, від Сяну до Дону, В ріднім краю панувати не дамо нікому. |

Хоча зараз Дон протікає виключно територією сучасної Росії, його ім'я збереглося в назвах двох українських етнографічних регіонів у складі Російської Федерації — Донщини (Ростовська область) і Подоння (Воронезька область).

## Географія

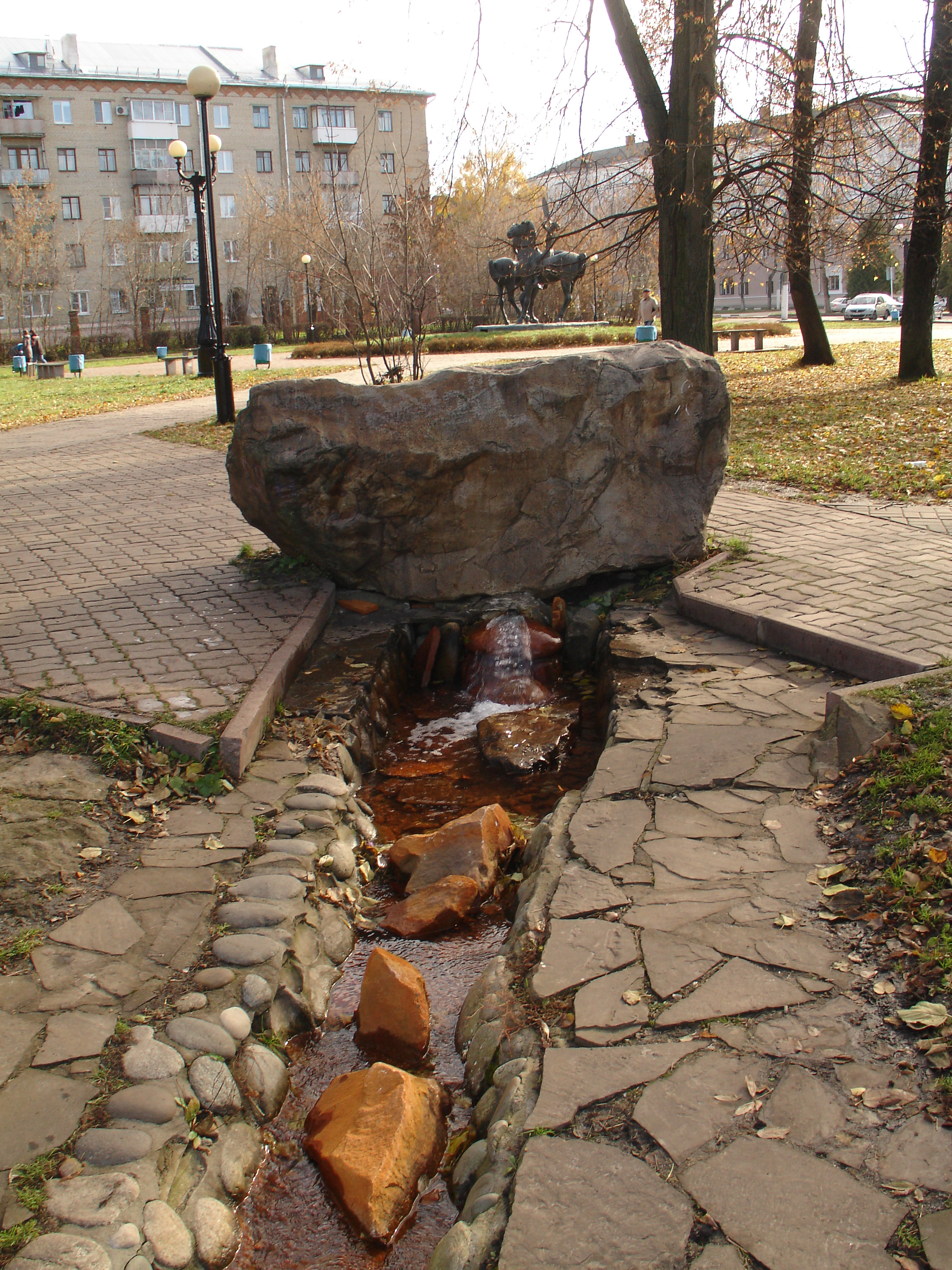
Витік Дону

За течією Дон поділяться на:
- Верхній — від джерел на півночі Середньоруської височини до впадіння Тихої Сосни; Сосна, Красива Меча, Непрядва, Вороніж; русло звивисте, багато перекатів; навесні річка розкривається від льоду ближче до початку квітня;
- Середній — від Сосни до Цимлянської ГЭС біля Калача-на-Дону; тут Дон значно розширюється; його закрут наближається до Волги на відстань до 80 км; головні притоки: справа — Чорна Калитва, Хопер, Богучарка, Битюг, Медведиця, зліва — Іловля;
- Нижній — від Калача-на-Дону до гирла у Таганрізьку затоку; долина широка, до 20-30 км, з просторою заплавою; притоки зліва — Манич і Сал, справа — Сіверський Донець; глибина річки до 15 м; крига сходить у березні.[8]

Витік Дону розташований у північній частині Середньоросійської височини, на висоті близько 180 м над рівнем моря. Раніше за початок річки вважали місце витоку з озера Іван (саме тому річку поетично назвали Доном Івановичем; в дійсності стік з Іван-озера у Дон звичайно не відбувається). За витік Дону часто вважали Шатське водосховище на північ від міста Новомосковськ Тульської області, котре також ним не є і відгороджено від річки залізничною дамбою. Витоком Дону наразі вважається витік струмка Урванка, розташований в межах Дитячого парку міста Новомосковська за 2—3 км на схід (струмок Урванка). У цьому місці встановлено архітектурний комплекс «Виток Дону». Саме джерело в цьому комплексі штучного походження і живиться від водопровідної мережі.
Слід зазначити, що в 1930-і роки джерело струмка Урванка знаходилося на 600 метрів вище за течією і брало початок у болотистій місцевості на території нинішнього Березового гаю міста Новомосковська.
Характер долини і русла Дону типовий для рівнинних річок. Він має плавний поздовжній профіль з ухилами, поступово зменшуючимися до гирла (рис. 1), середній ухил становить 0,1 ‰. Майже по всій довжині Дон має розроблену долину з широкою заплавою, безліч рукавів (єриків) і староріччями, і досягає в нижній течії ширини 12-15 км. В районі міста Калач-на-Дону його долина звужується відрогами Середньоруської та Приволзької височин. На цій короткій ділянці заплава біля річки відсутня.
Для Дону, як і інших річок регіону, характерна асиметрична будова долини. Правий корінний берег — високий і крутий, а лівий — пологий і низинний. По схилах долини простежуються три тераси. Дно долини заповнене відкладеннями алювію. Русло звивисте з численними піщаними мілководними перекатами.

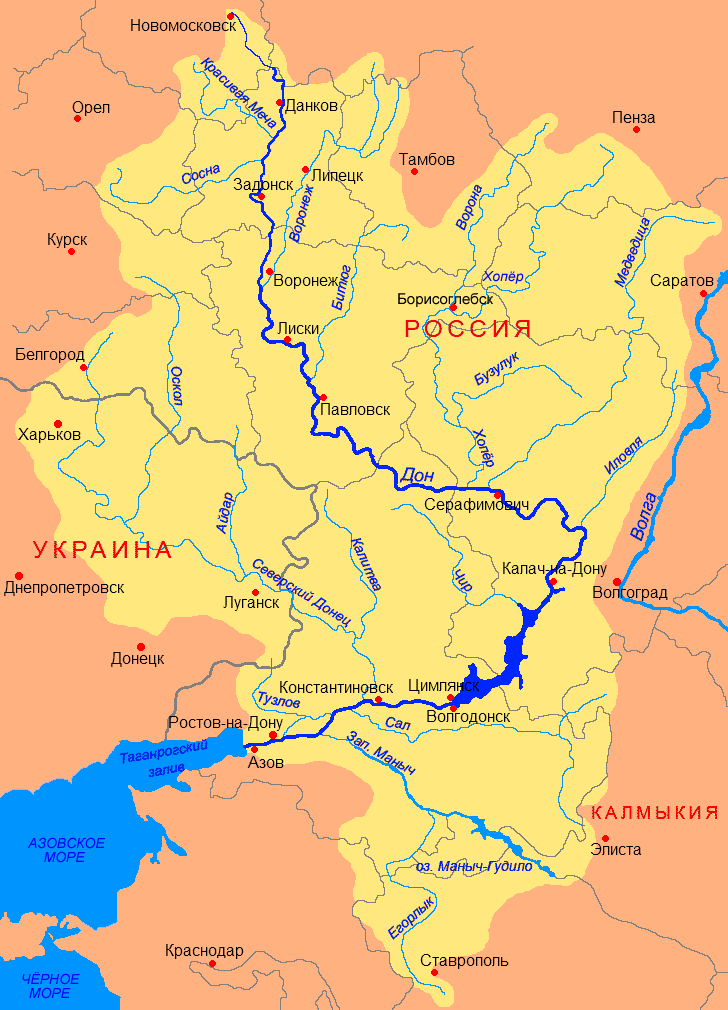
Водозбірний басейн Дону
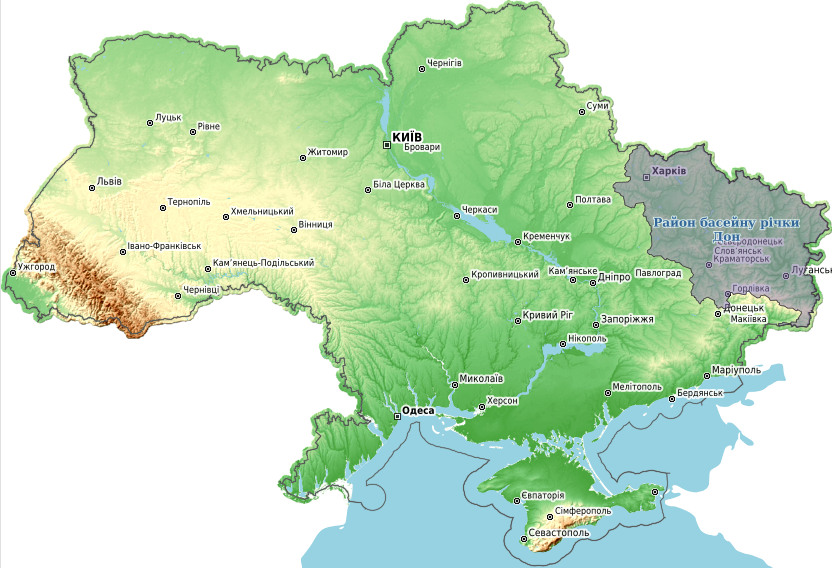
Водозбірний басейн Дону на території України
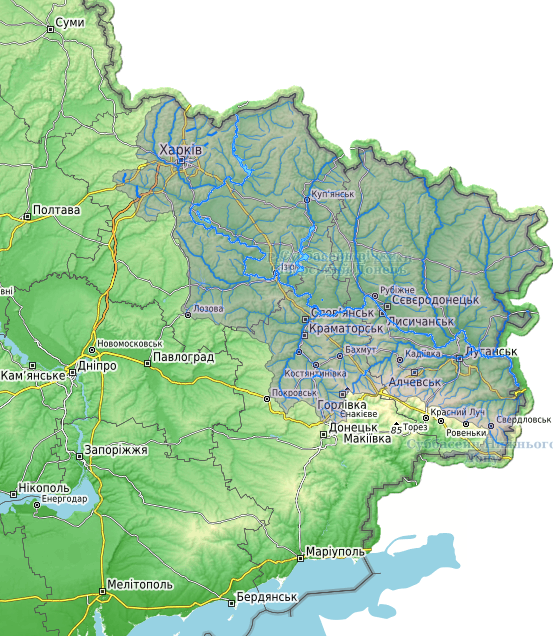
Річкова мережа Сіверського Дінця на території України
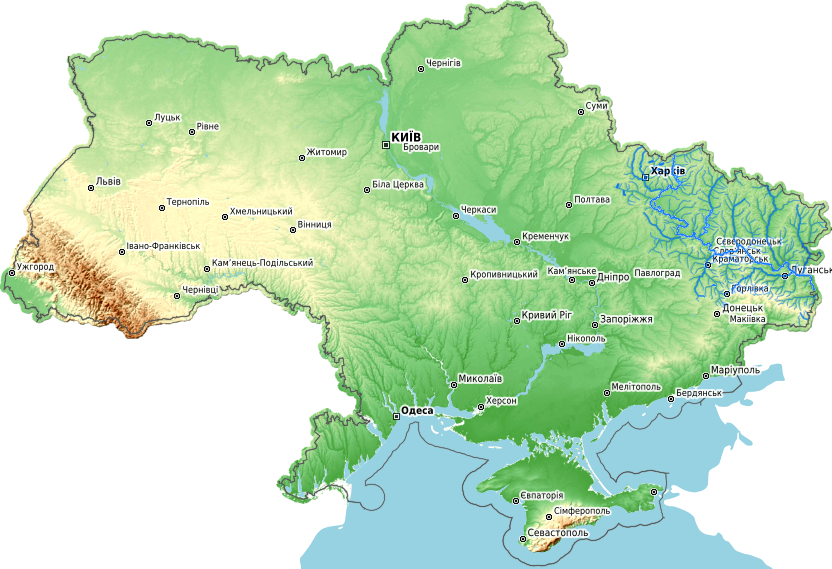
Річкова мережа приток Дону на території України

### Великий вигин Дону
Великий вигин Дону (також, Донська лука) — від Серафімовича (колишньої станиці Усть-Медведицької) до Суровикіно, а також місцевість, яка охоплюється річкою. У цьому районі Дон робить кілька крутих вигинів, в загальному напрямку течії на схід, а потім різко повертає на південь і зближується з Волгою на відстань 60 кілометрів, і тече на 40 метрів вище рівня Волги.
Великий вигин поділяють на систему менш великих вигинів. Виділяють дві звивини другого порядку, Кремінську і Сиротинсько-Трехостровську, і чотири третього порядку.

### Дельта Дону
Гирло та дельта Дону — Таганрозька затока Азовського моря. Від Ростова-на-Дону утворює дельту площею 540 км². Там русло Дону розділяється на численні рукави і протоки (гирла), в тому числі — Мертвий Донець, Старий Дон, Каланча, Велика Колотнеча, Переволока, Єгурча.

## Історія Дону

### Історія формування сучасного Дону
Дон з'явився на Землі приблизно 23 мільйони років тому, на межі олігоцену (остання епоха палеогенового періоду) та міоцену (перша епоха наступного, неогенового, періоду). Як всі молоді річки, Дон зародився у вигляді каньйону. Цей не надто глибокий каньйон прорізав у напрямку з півночі на південь плоску рівнину в межах сучасної Оксько-Донської низовини. Рівнину, створену морськими осадами, яка являла собою осушене морське дно, залишали моря, які поступово відступали на південь. Подальша історія Дону тісно пов'язана з морями, які існували на півдні Руської рівнини, з коливаннями їх рівня та змінами берегової лінії, трансгресії і регресії. Іноді узагальнено назване Південно-Руським, або Евксіно-Каспієм, або Понто-Каспієм, це море відділяло Руську рівнину від існуючої підвищеної території Кавказу.
У процесі поступового відступу Південно-Руського моря, яке відійшло на початок міоцену, в так званий сакараульський час, до лінії сучасного Маничу, і почалося закладення протяжної долини Палео-Дону.
Далі різке падіння рівня моря 17 мільйонів років тому, наприкінці коцахурського часу, призвело до формування у середньому міоцені великої річкової долини, яка простягалась від Підмосков'я до околиць Яшкуль в Калмикії, на сучасній височині Ергені. Ця річка називається ламкінсько-ольховсько-яшкульським Палео-Доном. Ширина долини досягала 50 кілометрів, а дельта річки біля Яшкуль мала ширину до 60 кілометрів. Глибина долини становила 80-120 метрів в межах Оксько-Донської низовини, і до 300 метрів ближче до гирла, на сході сучасних Єргенєй.
Річка Дон у деяких стародавніх письменників називалася Амазонією, тому що за переказами, записаними грецьким істориком Геродотом у V столітті до нашої ери, а також і іншими, на берегах Меотійського моря (Азовського) та по нижньому Дону жили колись войовничі жінки амазонки.Їхнє перебування було на берегах Термодонта, цілком ймовірно річки Геліса, нинішнього Кизил-Ірмаку у Малій Азії, на південному березі Чорного моря; частина з них, потрапивши після жорстоких битв у полон до греків, була відправлена на трьох кораблях в Елладу, але по дорозі перебила всю корабельну охорону та після довгих блукань по Чорному морю висадилася в землі скитів (скіфів), в містечку Кремни, на березі Азовського моря. Звідси, як каже Гелланик, сучасник Геродота, амазонки нападали на сусідні прибережні народи і навіть доходили до Аттики (Греція). Вони вважали себе доньками Арея, бога війни (Марса), були відмінними вершницями, носили залізні зброю, меч, спис і лук, і за свою мужність та статуру вважалися швидше чоловіками, ніж жінками, і навіть у битвах та геройських подвигах перевершували їх багато в чому. Говорили на фракийській мові (Гекатей, VI століття). Новонароджених хлопчиків амазонки начебто знівечували та робили їх нездатними до війни, а по змужнінню змушували їх виконувати всі домашні роботи. У дівчаток же випалювали праву грудь, щоб вона не заважала володіти зброєю, від чого вони і отримали назву амазонки, a-maza — без грудей.
І ось греко-римський історик Плутарх (І-е століття нашої ери), користуючись давніми оповідками про амазонок, записав такий переказ про річку Амазонію, Дон. У одного богатиря Беросс, який володів річкою (нижньою течією) від амазонки Лисиппом народився син, якого назвали Танаїсом. Танаїс змужнів і став проявляти великі військові здібності: влучно стріляв з лука і, володіючи незвичайною фізичною силою, чудово володів мечем і дротиком (списом), був у всьому стриманий, цурався жінок, поклоняючись одному богу Арею, і, нарешті, дав обітницю цнотливості. Богиня Венера, бажаючи його спокусити, не раз була йому у образі прекрасної діви, але молодий красень байдуже проходив повз, твердо виконуючи даний обітницю. Бажаючи помститися за таку зневагу, богиня порушила в ньому любов до його матері. Спочатку він мужньо боровся зі своєю пристрастю, але під кінець не міг вже володіти собою і, бажаючи залишитися цнотливим, кинувся з високого берега в річку Амазонії, від чого остання і отримала назву Танаіса).

## Притоки
Найважливіші притоки: Непрядва, Красива Меча, Сосна (іноді називають, щоб відрізняти від Тихої Сосни, Швидкою Сосною), Тиха Сосна, Чорна Калитва, Чир, Сіверський Донець — праві; Воронеж, Битюг, Хопер, Медведиця, Іловля, Сал, Манич — ліві.
Дон та Волгу з'єднує судноплавний Волго-Донський канал (з 1952 р.).

## Населені пункти
На Доні розташовані міста Новомосковськ, Єпифань, Данков, Лебедянь, Задонськ, Семилуки, Нововоронеж, Ліски, Павловськ, Серафимович, Калач-на-Дону, Волгодонськ, Цимлянськ, Константиновськ, Семикаракорськ, Аксай, Ростов-на-Дону, Азов. На правому рукаві Дону — Аксаї — Новочеркаськ.

## Панорама

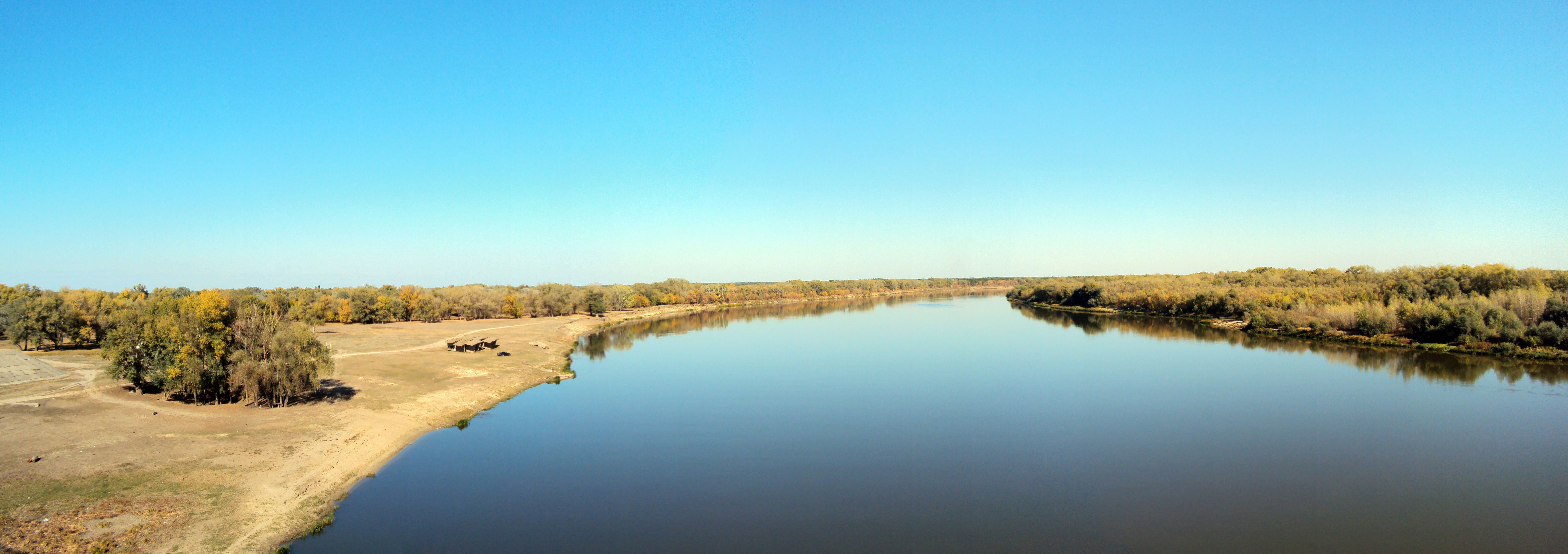
Вид на річку Дон з Серафімовицького мосту

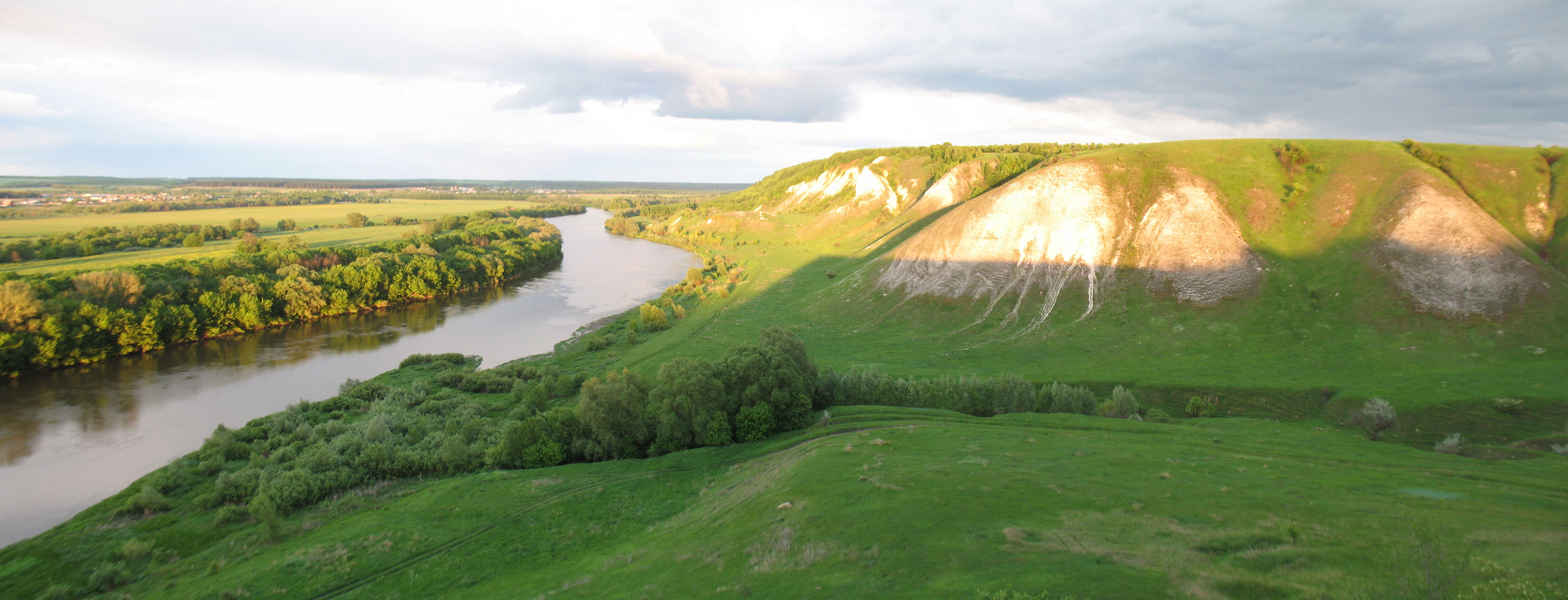
Дон в селі Сторожеве Воронезької області